# Neuromito sobre estilos de aprendizaje
Un neuromito es un término utilizado para dar cuenta de aquellas ideas no científicas sobre el cerebro prevalentes en la cultura médica
Este neuromito en particular afirma que «existen estilos de aprendizaje que hacen que algunos alumnos sean auditivos, mientras que otros son visuales y otros cinestésicos.»

## Por qué es un neuromito
Los estilos de aprendizaje preferentes hacen referencia a modalidades sensoriales: visual, auditiva y kinestésica. La idea de que hay diferentes estilos hace que los maestros crean que  deben enseñar en función de dicho estilo, como si las modalidades sensoriales fueran estructuras neurales que pudieran separarse. Esto genera la creencia de que  el proceso de enseñanza-aprendizaje puede partir únicamente de una de ellas.
La primera teorización tipológica en el campo de la personalidad fue emprendida por el psiquiatra y psicoanalista Carl Jung, cuyas ideas fueron incorporadas en el test psicológico  Myers-Briggs, que se hizo popular en la década de 1940 y clasifica a las personas en para la toma de decisiones ocupacionales. La suposición de que los tipos de personas se pueden medir con este test ha sido cuestionado por numerosos estudios, lo cual no disminuyó su popularidad, ya que a la gente le encanta saber a que grupo pertenece y el éxito de la prueba de Myers-Briggs promovió el desarrollo de evaluaciones de estilo de aprendizaje basadas en el tipo.
Algunos maestros creen que los estudiantes aprenden mejor si se les enseña de acuerdo a su estilo de aprendizajes preferido: auditivo, cinestésico o visual. Esta teoría se remonta a Frederic Vester, quien distinguió a un estudiante de tipo auditivo, visual/óptico, háptico e intelectual.
Según Vester, el tipo de estudiante está biológicamente determinado y puede caracterizarse por el uso predominante de un canal de percepción: el alumno auditivo aprende usando los oídos, el alumno óptico usando los ojos, el alumno háptico usando la piel, es decir, tocando, mientras que el alumno intelectual aprende de una manera más abstracta, a través de la comprensión de sí mismo.
En 1987 Neil Fleming creó el Cuestionario VARK, que supone que tenemos estilos de aprendizaje y  preferencias para capturar y procesar la información. Este modelo también diferencia aprendizajes auditivo, cinestésico o visual.
Esta creencia no se basa en ninguna evidencia neurocientífica y no se puede afirmar que el aprendizaje mejora mediante la enseñanza acorde a los estilos individuales de aprendizaje. Sin embargo, esto no es más que un mito. Esta idea errónea se basa en un hallazgo de investigación válido, a saber, que la información visual, auditiva y kinestésica se procesa en diferentes partes del cerebro. Estas estructuras separadas en el cerebro están altamente interconectadas y hay una profunda activación intermodal y transferencia de información entre modalidades sensoriales, por lo que no se puede asumir que solo una modalidad sensorial está involucrada en el procesamiento de la información.
Paul Brocca, médico francés,  descubrió que las lesiones en ciertas partes del cerebro bloqueaban algunas capacidades del lenguaje, lo que lo llevó a pensar las distintas funciones que están alojadas en las diferentes partes del cerebro. Interpretar las asimetrías funcionales de los dos hemisferios como estilos de pensamiento o procesamiento  de la información  diferentes es una simplificación y una extrapolación. La noción de diferentes estilos de pensamiento hemisférico se basa en una premisa errónea: cada hemisferio cerebral estaría especializado y debería funcionar independientemente con un estilo de pensamiento diferente. Sin embargo, no existe evidencia científica que apoye la idea de que existan diferentes estilos de pensamiento dentro de cada hemisferio.
La reducción de los dos lados del cerebro a meros asientos de ciertas habilidades o cualidades y la aplicación de esto a la diferencia de géneros se basa en prejuicios y simplificaciones excesivas. Las pruebas con escáneres que pueden identificar la actividad cerebral demuestran que los dos hemisferios trabajan de manera complementaria en todos los seres humanos.
Aunque los alumnos difieran en el grado de aptitudes  para diferentes tipos de  procesamiento de la información y, a pesar de  la literatura existente sobre estilos de aprendizaje, no existen estudios que hayan  utilizado una metodología experimental para probar la validez de la afirmación de que dichos estilos puedan ser aplicados a la educación. El cerebro está interconectado y coordina todas las funciones, la entrada y registro de la información para el aprendizaje. Por ejemplo, al ver un video, necesitamos escuchar, ver y analizar. Para realizar un trabajo corporal o kinestésico necesitamos escuchar, coordinar los movimientos, mirar, observar, nada es aislado y mucho menos dentro del cerebro.
Existen programas de educación supuestamente basados en el estilo de aprendizaje del cerebro de cada niño, a pesar de que, para la comunidad de neurocientíficos,  estos neuromitos no tienen ninguna base en la evidencia científica sobre el cerebro.